# 铣工
铣工，是机械工业中操作铣床的工种，也是机械行业的常见工种。铣工操作铣床可以加工平面，成型面如燕尾槽，甚至可以铣削齿轮。铣工需要掌握铣床的构造与基本维护和操作方法，各种公量夹具的使用，各种不同铣刀的使用等技能。